# Brenda Matthews
Brenda Matthews (Brenda Patricia Matthews; * 19. Februar 1949 in Auckland) ist eine ehemalige neuseeländische Hürdenläuferin und Sprinterin.
1966 wurde sie bei den British Empire and Commonwealth Games in Kingston Siebte über 80 m Hürden und schied über 100 Yards im Halbfinale aus.
Bei den Olympischen Spielen 1972 erreichte sie über 100 m das Viertelfinale und schied über 100 m Hürden im Vorlauf aus.
1974 wurde sie bei den British Commonwealth Games in Christchurch Siebte über 100 m Hürden und Fünfte in der 4-mal-100-Meter-Staffel.
Dreimal wurde sie Neuseeländische Meisterin über 100 Yards bzw. 100 m (1966, 1968, 1972) und fünfmal über 80 m Hürden bzw. 100 m Hürden (1966–1968, 1972, 1974).

## Persönliche Bestzeiten
- 100 m: 11,77 s, 1. September 1972, München
- 80 m Hürden: 10,8 s, 26. Februar 1966, Auckland
- 100 m Hürden: 13,69 s, 29. Januar 1974, Christchurch (handgestoppt: 13,4 s, 1972)